# Krystyna Kacperczyk
Krystyna Barbara Kacperczyk-Hryniewiecka (Kętrzyn, 13 oktober 1948) is een voormalige atlete uit Polen, die zich had gespecialiseerd in de sprint en het hordelopen. Zij was de eerste vrouw die een wereldrecord op de 400 m horden vestigde en nam eenmaal deel aan de Olympische Spelen.

## Loopbaan
Kacperczyk veroverde in 1971 haar eerste nationale titel op de 400 m. Een jaar later maakte zij op die afstand haar olympisch debuut op de Olympische Spelen in München. Ze kwam er tot de halve finale. Op de 4 × 400 m estafette haalde het Poolse viertal, waarvan ook Kacperczyk deel uitmaakte, de finish niet; de wissel tussen haar als tweede loopster en Elżbieta Skowrońska ging fout, doordat bij de overname het estafettestokje viel. Hoewel Skowrońska het stokje opraapte en aanvankelijk de achtervolging inzette, maakte die haar ronde niet af.
Een jaar later kwam Kacperczyk opnieuw als estafetteloopster in actie op de Europese indoorkampioenschappen in Rotterdam. Ditmaal ging het haar beter af, want achter de teams van West-Duitsland en Frankrijk eindigde de Poolse formatie op de 4 × 340 m (indoorbanen maten toen nog niet de later voorgeschreven lengte van 200 m) als derde. Het was haar eerste medaille op een internationaal kampioenschapstoernooi.
Intussen bekwaamde Kacperczyk zich ook op de 400 m horden. Dit leidde ertoe, dat zij op 13 juli 1974 in Augsburg het allereerste wereldrecord van 56,51 s op de 400 m horden vestigde. Dit record bleef bijna drie jaar overeind. Toen het haar ten slotte in 1977 werd afgepakt, wist ze het ruim een jaar later nog eenmaal met 55,44 te heroveren tijdens het ISTAF in Berlijn, maar dat duurde maar een dag. Daarna nam de Sovjet-atlete Tatjana Selenzova met 55,31 het stokje definitief over.
In de jaren die volgden leverde Kacperczyk haar internationaal beste prestaties, na haar eerste bronzen medaille van 1973 in Rotterdam, steeds in estafetteverband. In 1975 was het opnieuw brons op de estafette tijdens de EK indoor van 1975 in Katowice, in 1978 gevolgd door de misschien wel meest aansprekende bronzen estafettemedaille op de 4 × 400 m tijdens de EK in Praag achter de teams van de DDR en de Sovjet-Unie. Het was het kampioenschapstoernooi waarin zij ook haar individueel beste prestatie neerzette op de 400 m horden: vijfde in 55,55 achter winnares Selenzova, die hier haar eigen wereldrecord verbeterde en scherper stelde tot 54,89.

## Titels
- Pools kampioene 400 m – 1971, 1973, 1974, 1977
- Pools kampioene 400 m horden – 1978
- Pools kampioene 4 × 400 m - 1977
- Pools indoorkampioene 400 m - 1974, 1978

## Persoonlijke records
Outdoor
| Onderdeel    | Prestatie       | Datum             | Plaats  |
| ------------ | --------------- | ----------------- | ------- |
| 400 m        | 51,78 s         | 4 augustus 1978   | Brescia |
| 800 m        | 1.59,78         | 15 september 1978 | Londen  |
| 400 m horden | 55,44 s (ex-WR) | 18 augustus 1978  | Berlijn |

Indoor
| Onderdeel | Prestatie | Datum        | Plaats   |
| --------- | --------- | ------------ | -------- |
| 400 m     | 53,56 s   | 9 maart 1974 | Göteborg |

## Palmares

### 400 m
- 1971:  Poolse kamp. - 53,4 s
- 1972: 8e in ½ fin. OS - 54,39 s (in serie 53,85 s)
- 1973:  Poolse kamp. - 52,9 s
- 1974:  Poolse indoorkamp. - 55,84 s
- 1974:  Poolse kamp. - 52,8 s
- 1977:  Poolse kamp. - 52,63 s
- 1978:  Poolse indoorkamp. - 55,36 s

### 400 m horden
- 1978:  Poolse kamp. - 57,26 s
- 1978:  ISTAF - 55,44 s
- 1978: 5e EK in Praag - 55,55 s

### 4 × 320 m
- 1975:  EK indoor in Katowice - 2.49,6

### 4 × 340 m
- 1973:  EK indoor in Rotterdam - 3.11,65

### 4 × 400 m
- 1971: 5e EK in Helsinki - 3.35,28
- 1972: DQ in ½ fin. OS
- 1974: 4e EK in Rome - 3.26,4
- 1978:  EK - 3.26,76

- World Athletics: 14355491